# Fărcășești
Fărcășești è un comune della Romania di 3597 abitanti, ubicato nel distretto di Gorj, nella regione storica dell'Oltenia.
Il comune è formato dall'unione di 7 villaggi: Fărcășești, Fărcășești-Moșneni, Peșteana de Jos, Rogojel, Roșia-Jiu, Timișeni, Valea cu Apă.